# Jacqueline Monsigny
Jacqueline Monsigny (22 de marzo de 1931 – 15 de agosto de 2017) fue una novelista, guionista, actriz y presentadora de televisión de nacionalidad francesa.

## Biografía
Su verdadero nombre era Jacqueline Rollet, y nació en París, Francia, siendo sus padres Charles Rollet, un ingeniero caballero de la Legión de Honor y poseedor de la Cruz de Guerra, y Noémi Lepelletier. Tras cursar estudios secundarios, Jacqueline Monsigny preparó una licenciatura en historia, inscribiéndose además en los cursos de Tania Balachova, gracias a lo cual actuó en diferentes piezas teatrales.
Monsigny participó en los años 1960 en el célebre serial radiofónico La Famille Duraton. En paralelo, cultivó una carrera televisiva en la que trabajó, a menudo junto a Marie-Blanche Vergne, en todo tipo de programas (alrededor de 1000), tanto dramáticos como en directo, variedades, reportajes, programas deportivos, concursos, e incluso de temática médica.
En 1963 grabó con Marie-Blanche Vergne un disco de 45 RPM con cuatro canciones con el pianista Hubert Degex y su orquesta: Deux amies de la T.V. chantent pour vous. 
En los años 1960 presentó de manera regular en la primera cadena de la ORTF el programa 1, 2, 3 en piste !, un espacio dedicado a la juventud y centrado en el circo de Jean Richard.
En 1968, tras los sucesos de Mayo de 1968 en Francia y encontrándose ella sin trabajo, Jacqueline Monsigny escribió su primera novela histórica, dedicándose a partir de 1970 a la escritura. En total escribió una cincuentena de libros y guiones, entre ellos Michigan Melodie, que consiguió una gran audiencia en TF1 en 1987. Su marido, el actor Edward Meeks, tenía el papel principal. Entre otros libros, en 2002 escribió una biografía de Grace de Monaco, de la cual era íntima amiga.
Divorciada de Louis Bertrand y de François Chatel, y madre de Frank Bertrand y de Thibaut Chatel (con el cual escribió para series de animación a partir de los años 1990, como Kangoo o Magic Planet), ella se casó en 1972 con el actor estadounidense Edward Meeks.
Jacqueline Monsigny falleció en Clamart, Francia, en el año 2017. Fue enterrada en el Cementerio del Père-Lachaise, en París.

## Teatro
- 1953 : Les Invités du bon Dieu, de Armand Salacrou, escenografía de Yves Robert, Théâtre Saint-Georges
- Bel-Ami, de Frédéric Dard a partir de Guy de Maupassant, escenografía de Jean Darcante, Théâtre de la Renaissance
- 1954 : Bel-Ami, de Frédéric Dard a partir de Guy de Maupassant, escenografía de Jean Darcante, Théâtre des Célestins
- 1955 : Il y a longtemps que je t'aime, de Jacques Deval, escenografía de Jean Le Poulain, Théâtre Édouard VII
- 1955 : Le Mal d'amour, de Marcel Achard, escenografía de François Périer, Théâtre de la Michodière
- La Petite Catherine, de Alfred Savoir, Théâtre des Bouffes-Parisiens
- La Maison Carrée, Théâtre des Noctambules
- Cache-toi vilain, de J. Floran y F. Chatel, Théâtre des Capucines
- El sueño de una noche de verano, de William Shakespeare, Théâtre Romain de Fourvières

## Filmografía

### Actriz

#### Cine
- 1952 : Los siete pecados capitales, de Yves Allégret, episodio La Paresse
- 1952 : Adorables créatures
- 1953 : Dortoir des grandes
- 1954 : Escalier de service
- 1961 : Les livreurs
- 1962 : L'anglaise
- 1963 : Les veinards, segmento "Le manteau de vison"
- 1965 : La dame de pique
- 1966 : Martin Soldat

#### Televisión
Series
- 1956 : En direct de...
- 1961 : Le Théâtre de la jeunesse : Le Capitaine Fracasse, a partir de Théophile Gautier, dirección de  François Chatel
- 1962-1963 : L'Europe en chantant
- 1966 : Sérieux s'abstenir
- 2006 : C'est bon pour le moral
- 2015 : Les couples mythiques du cinéma

Telefilmes
- 1954 : Lady Warner a disparu
- 1955 : L'assassin a pris le métro
- 1962 : En passant par Paris
- 1962 : La lettre dans un taxi, de François Chatel a partir de Louise de Vilmorin
- 1962 : Passe-temps
- 1963 : The Passing Show of 1963
- 1966 : Palpitations
- 1972 : Kean: Un roi de théâtre
- 2015 : Grace Kelly, une femme libre

### Guionista

#### Televisión
Series
- 1998 : Kangoo
- 1998 : S.O.S. Croco!
- 1999 : Triple Z
- 2000 : Chris Colorado
- 2006 : Les copains de la forêt

Telefilmes
- 1990 : Michigan mélodie

## Música

### Comedias musicales
- Il suffit d'un amour
- Le Bal des deux vagabonds

## Otros
- Ondine, de Jean Giraudoux
- La 8e femme de Barbe bleue (A. Savoir)
- Le Bal du lieutenant Helt (G. Arout)
- Les Chevaliers de la Table ronde (Jean Cocteau)
- Le Crime de lord Arthur Saville (Oscar Wilde)
- Les Contes de ma mère l'Oye
- Les Imbéciles heureux (A. Maheux)
- L'Ingénue de Madrid (A. Maheux)
- Frantz (Kl. Haedens)
- Les Traques (J.A. Lacour)
- Kean (M. Moussy)
- En direct de Pargue
- Allo, la Terre
- Souviens-toi, ma jolie (Y. Audouard) (serie)
- Télé-dimanche (variedades)
- Les animaux du monde
- La caméra invisible (10 o 15 emisiones-sketches)
- Histoire d'amour de l'histoire de France
- Sérieux s'abstenir
- Passing show (J.C. Averty)
- On ne peut pas tout savoir
- Samedi et cie
- À vous de jouer
- Douce France (25 o 30 emisiones)
- En piste !

## Publicaciones

### Serie Floris
- 1970 : Floris, mon Amour, Éditions Grasset
- 1972 : Floris, le Cavalier de Petersbourg, Grasset
- 1973 : La Belle de la Louisiane, Grasset
- 1974 : Les Amants du Mississippi, Grasset

### Serie Freddy Ravage (colección juventud)
- 1975 : Freddy Ravage passe à l'attaque, Editorial Unide
- 1976 : Freddy Ravage et les Diplodocus, Unide
- 1976 : Freddy Ravage et la Ville Dorée, Unide
- 1976 : Freddy Ravage et les Karatekas, Unide
- 1976 : Freddy Ravage contre les Agents secrets, Unide
- 1976 : Freddy Ravage prisonnier des Pharaons, Unide

### Serie Hautefort
- 1993 : Le Maître de Hautefort, editorial J'ai lu
- 1995 : La Dame du bocage, J'ai lu
- 1996 : La Tour de l'orgueil, J'ai lu

### Serie Zéphyrine
- 1983 : Divine Zéphyrine, Éditions Grasset
- 1984 : Princesse Renaissance, Grasset
- 1985 : La Rose de Sang, Grasset

### Otras novelas
- 1975 : Le Miroir aux pingouins, Éditions Robert Laffont
- 1979 : L'Amour Dingue, editorial J'ai lu
- 1980 : Un mariage à la carte, J'ai lu
- 1981 : Les Nuits du Bengale, J'ai lu
- 1982 : Le Palais du désert, J'ai lu
- 1986 : Le Roi sans couronne, J'ai lu
- 1987 : Toutes les vies mènent à Rome, J'ai lu
- 1989 : Les Lionnes de Saint-Tropez, J'ai lu
- 1991 : Gulf Stream, J'ai lu
- 1996 : Lorenzo le Magnifique, J'ai lu
- 1997 : Soir de première, J'ai lu
- 1999 : La Cousine du roi, J'ai lu
- 2002 : Hollywood Machine, Éditions Jean-Claude Lattès
- 2002 : Chère Princesse Grace, Éditions Michel Lafon
- 2003 : Les Filles du tsar; Marie ou les tourbillons du destin, Michel Lafon
- 2003 : Bianca la rebelle, Éditions du Rocher
- 2004 : Moi Jackie Kennedy, Michel Lafon, en colaboración con Frank Bertrand
- 2004 : La Maison Rouge, Éditions du Rocher, en colaboración con Thibaut Chatel
- 2005 : Moi Elizabeth II, reine d'Angleterre, Michel Lafon, en colaboración con Frank Bertrand
- 2006 : Le roman de Hollywood, Éditions du Rocher, en colaboración con Edward Meeks
- 2007 : Le roman du Festival de Cannes, Éditions du Rocher, en colaboración con Edward Meeks
- 2008 : Laura Bush - Pourquoi j’ai épousé ce con ?, Michel Lafon, en colaboración con Frank Bertrand
- 2008 : La Viking – Princesse des glaces, Edit-Plus
- 2011 : Soleil rouge à Saint-Trop' y I love you chéri, Éditions Vaillant
- 2013 : Les Filles du tsar, survivantes à la Révolution ?, Éditions Vaillant, prólogo de Gonzague Saint-Bris